# Серафим (Глаголевский)
Митрополи́т Серафи́м (в миру Стефа́н Васи́льевич Глаго́левский; 1 (12) сентября 1763, Калуга — 17 (29) января 1843, Санкт-Петербург) — епископ Православной Российской Церкви; с 19 июня 1821 года Новгородский, Санкт-Петербургский, Эстляндский и Финляндский, первенствующий член Святейшего Правительствующего Синода.

## Биография
Родился в семье причетника Василия Тимофеева, который был клириком Космодамианской церкви на Богоявленской улице Калуги, относившейся тогда к Московской губернии.
В 1775 году в Калуге открылась Калужская духовная семинария, куда и поступил 12 летний Стефан. В 1776 году как лучший ученик переведён митрополитом Московским Платоном (Левшиным) в Николо-Перервинскую семинарию с фамилией Глаголев. В январе 1779 году был направлен учиться в Троицкую семинарию в Троице-Сергиевой лавре с фамилией Глаголевский. Недолго учился в Филологической семинарии Ученого дружеского общества, основанного в Москве известными мистиками Николаем Новиковым и Иваном Шварцем. В 1783 году поступил в Славяно-греко-латинскую академию и одновременно посещал лекции в Московском университете.
В марте 1785 года начал педагогическую деятельность учителем Троицкой семинарии (в Троице-Сергиевой лавре).
В 1787 году определён учителем риторики в академии и академическим катехизатором.
2 декабря 1787 года принял монашеский постриг в академии (в Заиконоспасском монастыре).
С 21 августа 1790 года — префект; с 1791 года — цензор печатных книг.
12 февраля 1795 года возведён в сан архимандрита можайского Лужецкого монастыря и назначен членом Московской духовной консистории; в том же году вызван в Санкт-Петербург на чреду священнослужения и проповеди.
28 сентября 1798 года назначен ректором академии и настоятелем Заиконоспасского монастыря.
25 декабря 1799 года хиротонисан во епископа Дмитровского, викария Московской епархии митрополитом Платоном (Левшиным).
15 сентября 1801 года награждён орденом Святой Анны 1 степени.
29 января 1804 года назначен епископом Вятским и Слободским.
7 июля 1805 года переведён епископом Смоленским и Дорогобужским.
7 февраля 1812 года переведён в Минск с возведением в сан архиепископа. При нашествии Наполеона покинул свою паству и выехал в Смоленск. Когда же французы подошли к Смоленску, был вызван в Санкт-Петербург; с 1 января 1813 года — присутствующий в Св. Синоде.
С 30 августа 1814 года — архиепископ Тверской и Кашинский, постоянный член Святейшего Синода и член комиссии духовных училищ.
С 15 марта 1819 года — митрополит Московский и Коломенский.
С 19 июня 1821 года, по смерти митрополита Михаила (Десницкого), — митрополит Новгородский, Санкт-Петербургский, Эстляндский и Финляндский и священноархимандрит Александро-Невской Лавры.
Скончался 17 января 1843 года. С 19 января гроб с телом почившего стоял в Троицком соборе Невской лавры; в воскресенье, 24 января, гроб был перенесён в Духо-Сошественскую церковь лавры, где архиепископом Варшавским Никанором (Клементьевским) была совершена заупокойная литургия; чин погребения возглавил митрополит Иона (Васильевский), бывший Экзарх Грузии (на покое с 5 марта 1832 года с жительством в Санкт-Петербурге); присутствовали император Николай I, наследник Александр Николаевич, великий князь Михаил Павлович и принц Петр Ольденбургский. Был похоронен в том же храме, у Царских врат, под местной иконой Спасителя.
Награждён орденами Святого апостола Андрея Первозванного (21 апреля 1823), Святого Владимира I степени (30 мая 1835), Святого Александра Невского (10 февраля 1816).

## Взгляды и церковно-общественная деятельность

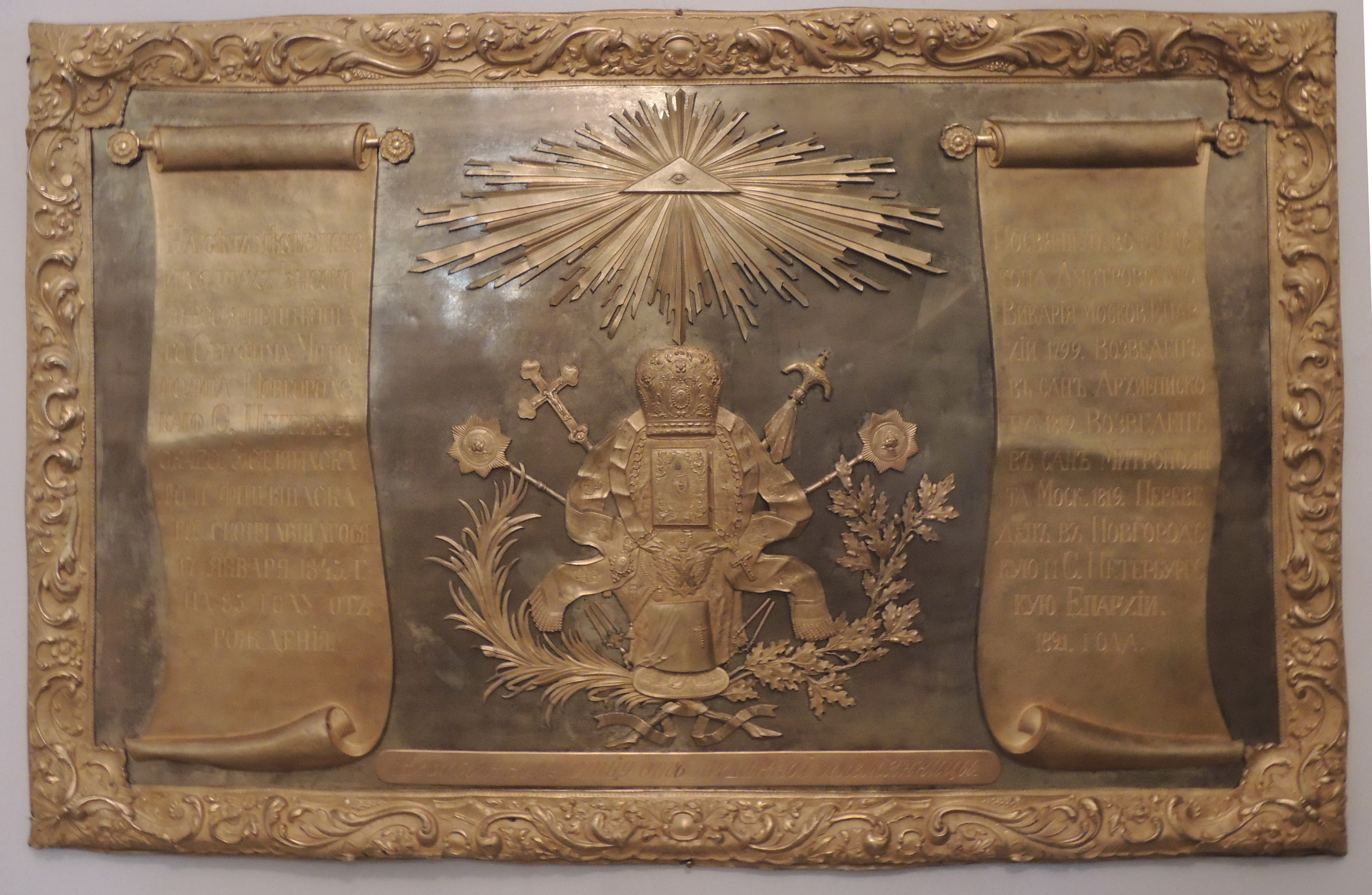
Надгробие

Содействовал возвышению архимандрита Фотия (Спасского).
В союзе с Аракчеевым и архимандритом Фотием добился от императора Александра I увольнения 15 мая 1824 года министра духовных дел и народного просвещения князя Александра Голицына, склонного к поощрению масонских и мистических идей.
В первые годы существования Библейского общества, будучи Минским и Московским Преосвященным, был ревностным поборником дела Общества (перевода на русский язык и распространения Священного Писания); но, став в мае 1824 года во главе его, видя увлечённость протестантскими идеями членов этого общества, повёл против него борьбу, которая вдохновлялась Аракчеевым и министром народного просвещения Шишковым; в декабре того же года представил государю доклад о связи Библейского общества с мистическими лжеучениями и о необходимости его закрытия, что и было исполнено в новое царствование, 12 апреля 1826 года. Поддержал Шишкова в запрете на распространение уже изданного Пятикнижия в русском переводе, тираж которого в итоге был сожжён на кирпичных заводах Александро-Невской лавры, а также в инициативе изъять в конце 1824 года из продажи «Катихизис», составленный Филаретом (Дроздовым) и одобренный Синодом (главная причина была в том, что в «Катихизисе» молитвы и тексты Священного Писания приводились в русском переводе).
Во время восстания декабристов в 1825 году вышел на Сенатскую площадь для увещевания мятежников, которые, по собственным словам митрополита, его «обругали и прочь отослали». В 1826 г. был назначен в Верховный уголовный суд по делу декабристов.
В 1828 году донёс правительству о существовании поэмы «Гавриилиада», чем спровоцировал следствие об её авторстве. В 1836 году, извещённый Ф. Ф. Вигелем о публикации «Философического письма» П. Я Чаадаева, немедленно переслал начальнику политической полиции А. Х. Бенкендорфу текст этой «негодной статьи» с указанием мест, оскорбительных «как для народной чести нашей, так для правительства».

## Труды
- Исследование доказательств бытия Божия. М., 1789.
- Пастырское увещание по случаю холеры. СПб, 1831.
- Слово при вступлении в 1821 г. на СПб митрополию.
- Слово, сказанное в Библейском обществе в 1826 г.
- О младенчестве Иисуса (рукопись).
- Предупреждение относительно опасности от мистицизма.
- Слова и речи на разные случаи.
- Письма к митр. Филарету. См. Письма дух. и светских лиц митр. Филарету.